# Axel Gabriel Bergsten
Axel Gabriel Bergsten, född den 28 juli 1832 i Stora Kopparbergs församling, Kopparbergs län, död den 19 december 1912 i Uppsala, var en svensk jurist.
Bergsten blev 1850 student vid Uppsala universitet, där han avlade kameralexamen 1851 och examen till rättegångsverken 1855. Han blev vice häradshövding 1861 samt samma år stadsnotarie och notarius publicus i Sundsvall. Bergsten var häradshövding i Ovansiljans domsaga 1875–1906. Han blev riddare av Nordstjärneorden 1886. Bergsten vilar på Uppsala gamla kyrkogård.